# Mikosfalva
Mikosfalva (1899-ig Mikusócz, szlovákul Mikušovce) község Szlovákiában, a Trencséni kerületben, az Illavai járásban.

## Fekvése
Illavától 8 km-re északra fekszik.

## Története
A régészeti leletek tanúsága szerint a mai község területén egykor a lausitzi, a hallstatti és a puchói kultúra megerősített települései álltak.
1259-ben „villa Mikus” néven említik először. Neve a Mikus személynévből származik. 1439-ben „Mykosoucz”, 1470-ben „Kis, Nagh Mikussowcz”, 1498-ban „Mikwssowecz” alakban említik az írott források. Oroszlánkő várának uradalmához tartozott. 1598-ban 44 ház állt itt. 1720-ban 36 adózó portája létezett. 1784-ben 133 háza, 156 családja és 756 lakosa volt.
A 18. század végén Vályi András így ír róla: „MIKOSÓCZ. Miklusovce. Tót falu Trentsén Várm. földes Ura G. Königszeg Uraság, lakosai katolikusok, fekszik Pruszkának szomszédságában, és annak filiája, réttye, legelője, földgye termékeny, fája is van.”
1828-ban 91 házában 353 lakos élt. Lakói főként mezőgazdasággal foglalkoztak.
Fényes Elek 1851-ben kiadott geográfiai szótárában így ír a faluról: „Mikusócz, tót falu, Trencsén vmegyében, Pruszka fil., 858 kath., 14 zsidó lak. Rétje, fája, legelője elég; földe hegyes és középszerü. F. u. gr. Kőnigsegg.”
A trianoni békéig Trencsén vármegye Puhói járásához tartozott.

## Népessége
| Év:            | 1994. | 2004.   | 2014.   | 2024.   |
| -------------- | ----- | ------- | ------- | ------- |
| Emberek száma: | 1014  | 1019    | 1028    | 1044    |
| Eltérés:       |       | +0,49 % | +0,88 % | +1,55 % |

| Év:            | 2023. | 2024.   |
| -------------- | ----- | ------- |
| Emberek száma: | 1050  | 1044    |
| Eltérés:       |       | -0,57 % |

1910-ben 902, túlnyomórészt szlovák anyanyelvű lakosa volt.
2001-ben 1026 lakosából 984 szlovák volt.
2011-ben 1010 lakosából 950 szlovák volt.
2021-ben 1050 lakosából 1004 (+6) szlovák, 1 magyar, 1 cigány, (+2) ruszin, 21 (+1) egyéb és 23 ismeretlen nemzetiségű volt.

## Külső hivatkozások
- Községinfó
- Mikosfalva Szlovákia térképén
- E-obce.sk Archiválva 2017. március 23-i dátummal a Wayback Machine-ben